# Número dodecagonal

Primeiros números dodecagonais.

Um número dodecagonal é um número figurado poligonal que representa um dodecágono. O n-ésimo número dodecagonal é dado pela fórmula  5n2 - 4n, com n > 0.
Os primeiros números dodecagonais são:
1, 12, 33, 64, 105, 156, 217, 288, 369, 460, 561, 672, 793, 924, 1065, 1216, 1377, 1548, 1729, 1920, 2121, 2332, 2553, 2784, 3025, 3276, 3537, 3808, 4089, 4380, 4681, 4992, 5313, 5644, 5985, 6336, 6697, 7068, 7449, 7840, 8241, 8652, 9073, 9504, 9945 ... OEIS (A051624)
O n-ésimo número dodecagonal também pode ser calculado somando ao quadrado de n, quatro vezes o (n - 1)-ésimo número oblongo, isto é, {\displaystyle D_{n}=n^{2}+4(n^{2}-n)}.
Na base 10, o algarismo das unidades segue o padrão 1, 2, 3, 4, 5, 6, 7, 8, 9, 0.
Pelo teorema do número poligonal de Fermat, todo o número é a soma de, no máximo, 12 números dodecagonais.